# Пробастър
Пробастър е вид декоративна техника, използвана при орнаментирането на художествени произведения, а нерядко и в живописта като спомагателна, най-вече в иконографията. По съществото си е сходна с гравюрата. Върху позлатена основа се полага слой боя, след което тя се изстъргва с помощта на фин инструмент, обикновено игла, така че златото да прозира зад нея. За плътно прилепване на темперната боя върху златната основа се нанася грунд от чесън или друго органично лепило - например туткал. Самата темпера трябва да бъде с повишено съдържание на яйчен жълтък, което гарантира, че при отнемането на нейния слой направените корекции ще бъдат точни. Инструментът, с който се прави пробастърът, трябва да е затоплен, до температура под точката на топене на останалите използвани химикали. Особено използвана техника по време на Българското Възраждане, където с нея се оформят орнаментите по дрехите на изобразяваните светци, а също и декоративните рамки на иконописните изображения.